# Federació d'Uganda d'Associacions de Futbol
La Federació d'Uganda d'Associacions de Futbol (FUFA) —en anglès: Federation of Uganda Football Associations— és la institució que regeix el futbol a Uganda. Agrupa tots els clubs de futbol del país i es fa càrrec de l'organització de la Lliga ugandesa de futbol i la Copa. També és titular de la Selecció de futbol d'Uganda absoluta i les de les altres categories.
Va ser formada el 1924.
- Afiliació a la FIFA: 1960
- Afiliació a la CAF: 1961[5]

El 1924 es fundà la Kampala Football Association (KFA) que als anys 1950s esdevingué Uganda Football Association (UFA). El 1967 adoptà el nom Federation of Uganda Football Associations (FUFA).

## Presidents
Font:
- 1924-34 - King Sir Daudi Chwa
- 1935-44 – W.A. Hunter
- 1945-53 – W.B. Ouseley
- 1954-56 – Eriasafu Nsobya
- 1957-62 – W.W. Kulubya
- 1963-64 – George Magezi
- 1965-68 – A.A.A Nekyon
- 1969-71 – H. Blamaze Lwanga
- 1972-74 – Kezekia Ssegwanga Musisi
- 1974-76 – Era Mugisa
- 1977-79 – Capt. Muhammed Sseruwagi
- 1979-80 – Gerald Sendawula
- 1981 – Steven Ibale
- 1982 – Peter Abe
- 1982-83 – Careb Babihuga
- 1983-85 – Geresom Kagurusi
- 1985 – Chris Rwanika
- 1985-87 – Barnabas Byabazaire
- 1988-89 – Paul Katamba Lujjo
- 1989-92 – J.B. Semanobe
- 1992 – John Ssebaana Kizito
- 1994 – Ben Kurt Omoding
- 1994-95 – Brigadier Moses Ali
- 1995-98 – Twaha Kakaire
- 1998-2004 – Denis Obua
- 2004-13 – Lawrence Mulindwa
- 2013 – Moses Hassim Magogo